# Брушани
Брушани (мкд. Брушани) су насеље у Северној Македонији, у јужном делу државе. Брушани су насеље у оквиру општине Кавадарци.
Због положаја на вештачком Тиквешком језеру Брушани су последњих година постали важно излетиште и викенд насеље Кавадарчана.

## Географија
Брушани су смештени у јужном делу Северне Македоније. Од најближег већег града, Кавадараца, насеље је удаљено 10 km југозападно.
Насеље Брушани се налази у историјској области Витачево. Село је у јужном делу Тиквешке котлине, са десне стране Црне реке, која је у овом делу изградњом бране претворена у вештачко Тиквешко језеро. Југоисточно од насеља уздиже се бреговито подручје Витачево. Насеље је положено на приближно 280 метара надморске висине. 
Месна клима је измењена континентална са значајним утицајем Егејског мора (жарка лета). 

## Становништво
Брушани су према последњем попису из 2002. године имали 2 становника.
Већинско становништво у насељу су етнички Македонци (100%).
Претежна вероисповест месног становништва је православље.